# Corporación de Reconstrucción
La Corporación de Reconstrucción fue una institución semifiscal chilena, encargada de la ayuda y reconstrucción de las zonas afectadas por desastres naturales y la construcción de viviendas. Funcionó entre 1939 y 1953, siendo fusionada con la Caja de Habitación en la Corporación de la Vivienda (CORVI). Denominada entre 1939 y 1948 Corporación de Reconstrucción y Auxilio, dependía del Ministerio de Hacienda.

## Origen
Los antecedentes de su creación están en terremoto de 1939 que devasto las provincias de Talca, Linares, Ñuble, Concepción, Biobío y Malleco. En febrero de 1939 el presidente Pedro Aguirre Cerda en mensaje presidencial al Congreso Nacional propone la creación de un este estatal encargado de la reconstrucción física y otro del desarrollo industrial. Después de una larga discusión en el Congreso Nacional de se promulga el 29 de abril de 1939 la Ley N.º 6.334 que crea las Corporaciones de Reconstrucción y Auxilio y de Fomento de la Producción (CORFO). 
Se le instruía la formulación de un plan general de reconstrucción en las zonas afectadas. Para ello se estableció las zonas afectadas las comprendidas por las provincias de Talca, Linares, Ñuble, Concepción, Biobío y Malleco.
Originalmente la Corporación de Reconstrucción y Auxilio tendría un duración de 6 años (o sea hasta el 29 de abril de 1945), sin embargo las acciones de la Corporación aumentaron a otras zonas, siendo prorrogada su existencia en 1943 hasta diciembre de 1948. Nuevamente en 1948 se decidió prorrogar su existencia por la Ley N.º 9.113 que pasa a denominarla Corporación de Reconstrucción hasta el 31 de diciembre de 1958. En 1953 es incorporada a la recién creada CORVI.

## Organización de la Corporación
La Corporación estaba administraba por un Vicepresidente Ejecutivo y un Consejo Administrativo. Este último integrado por 24 miembros en representación del poderes ejecutivo y legislativo, del Instituto de Ingenieros, Colegio de Arquitectos de Chile, el Instituto de Urbanismo y 8 consejeros nombrados por el presidente de la República. Entre sus funciones le correspondía proponer al presidente de la República la terna para nombrar al vicepresidente Ejecutivo.
También existieron los Consejos Provinciales, para Talca, Linares, Ñuble, Concepción, Biobío y Malleco entre 1939 y 1948

## Zonas de Aplicación del Plan General de Reconstrucción
Como encargada de formular un plan general de reconstrucción zona devastada, correspondió al Consejo de la Corporación definirlo. Para ello se estableció la zona de aplicación el 6 de junio de 1939 como la comprendida por: las provincias de Talca, Linares, Ñuble, Concepción, Biobío y Malleco y el establecimiento de Consejos Provinciales en ellas.
Posteriores leyes extendieron los beneficios, en algunos casos en forma transitoria a otras zonas:
- Provincias de Coquimbo y Atacama, el departamento de Petorca y la ciudad de Calbuco, en septiembre de 1943 como resultado de los terremotos de 1922 y 1943 que habían afectado dichas zonas.
- La ciudad de Curacautín en octubre de 1943 a raíz del incendio del 14 de agosto de 1943

Posteriormente consolidadas las zonas afectadas, y agregadas nuevas, por la Ley N.º 9.113 de octubre de 1945 como sigue:
- provincias de Talca, Linares, Ñuble, Concepción, Biobío y Malleco (terremoto de 1939)

Provincias de Coquimbo y Atacama, y al departamento de Petorca (terremotos de 1922, 1943 y 1945)
- Ciudad de Calbuco (incendio de enero de 1943)
- Ciudad de Curacutín (incendio de agosto de 1943)
- Ciudad de Puerto Aysén (incendio de febrero de 1947)
- Ciudades de Peumo y Rengo (terremoto de 1945)
- Ciudad de Arica (maremoto y ciclón de 1949)
- Ciudad de Castro (incendios de 1936, 1937 y 1938)

Agregándose posteriormente, por ley, nuevas zonas:
- Propietarios de la Calle Laja (actual Avenida Bernardo O’Higgins) de la ciudad de San Fernando (1949)
- Provincia de Arauco
- Departamentos de Departamento de Yumbel, Pisagua e Pisagua
- Comuna Santa Juana del departamento de Concepción
- Comuna San Rosendo

Participó además en el Plan Serena (1946-1952) efectuando las expropiaciones de terrenos y planificación urbana y arquitectónica.

## Labor de la Corporación
Las principales tareas eran:
- Formular planes generales de reconstrucción de la zonas afectadas;
- Edificación de viviendas concediendo préstamos o reparando edificios por cuenta propias o vía terceros. Durante su existencia terminó 6.759 casas (5.125 vía préstamos, 1.415 en forma directa y 180 por terceros)
- Obras de emergencias como pabellones y barracas para albergar personas y servicios públicos y municipales de las zonas afectadas. Se construyeron 274 pabellones para viviendas conteniendo 2.113 departamentos.
- Obras públicas y municipales.
- Préstamos económicos a agricultores, comerciantes e industriales
- Formular planes reguladores de las ciudades o pueblos que deban ser construidos o reconstruidos; y